# マルコス・ミリンコビック
- マルコス・ミリンコビッチ
- マルコス・ミリンコヴィッチ

マルコス・アントニオ・ミリンコビック（Marcos Antonio Milinkovic, 1971年12月22日 - ）は、アルゼンチンの男子バレーボール選手。ブエノスアイレス州・ビジャ・バジェステル出身。ポジションはオポジット。元アルゼンチン代表。

## 来歴
クロアチア系アルゼンチン人で、アルゼンチン代表として通算325試合に出場。ナショナルチームのオポジット、アルゼンチンバレーの中心選手として、長年に渡りチームを牽引し活躍した。
オリンピックには1996年アトランタ大会、2000年シドニー大会、2004年アテネ大会に三大会連続出場した。
また、シドニーオリンピックと1995年ワールドカップでベストスコアラー賞、1998年世界選手権でベストスパイカー賞、母国開催の2002年世界選手権ではMVPとベストスコアラー賞をダブル受賞した。

## 球歴
ナショナルチーム代表歴
- オリンピック - 1996年（8位）、2000年（4位）、2004年（5位）
- ワールドカップ - 1995年（7位）、2007年（7位）
- 世界選手権 - 1998年（11位）、2002年（6位）、2006年（13位）

クラブチーム優勝歴
- コッパ・イタリア - 2000年
- 欧州チャンピオンズリーグ - 2000年

## 所属クラブ
- オブラス・サニタリアス（1990-1992年）
- トメイ・リヴォルノ（1992-1994年）
- コカマール・パラナ（1995-1996年）
- シャペコ・サンパウロ（1996-1997年）
- オリンピクスEC（1997-1999年）
- シスレー・トレヴィーゾ（1999-2000年）
- アシステル・ミラノ（2000-2003年）
- ECウニスル（2003-2004年）
- オリンピアコス（2004-2008年）
- ラ・ウニオン・ヴォレイ・フォルモサ（2008-2009年）